# Sócrates
Sócrates Brasileiro Sampaio de Souza Vieira de Oliveira, egyszerűen Sócrates (Belém, 1954. február 9. – São Paulo, 2011. december 4.) egykori brazil válogatott labdarúgó.
Sócrates játékszervező középpályás volt, pontos keresztlabdái voltak és kiválóan látott a pályán. Mindkét lábával remekül játszott, tipikus "kétlábas" focista volt, mindemellett termékeny gólszerző is. Képességei közül kiemelkedő volt, ahogy olvasta a játékot a pályán, és védjegyévé váltak a sarokkal továbbtett labdák, melyeknél nem nézett a célzott irányába. A valaha volt egyik legjobb középpályásként tartják számon. Könnyen felismerhető volt szakálláról és különleges fejpántjáról, ezek is a védjegyévé váltak, az akkori generáció példaképe volt.

## Pályafutása

### Klub
Sócrates a São Pauloi Botafogo (SP) kezdte profi karrierjét, de igazán a Corinthiansban vált híressé, ebben a csapatban lépett a legtöbbször pályára, és a legtöbb gólt is itt szerezte. "Belekóstolt" az európai futballba is, egy évet eltöltött Olaszországban a Fiorentina csapatában, majd hazatért Brazíliába ahol később befejezte profi karrierjét. 
2004-ben, jóval a visszavonulása után megegyezett egy 1 hónapos szerződéssel a Garforth Townnal, melynek értelmében edző-focista szerepet tölt be a klubnál. Egy meccsen lépett pályára, mégpedig 2004. november 20-án a Tadcaster Albion elleni mérkőzésen. Tizenkét percet kapott csereként a pályán.

### A válogatottban
60 válogatott mérkőzésen lépett pályára 1979 májusától 1986 júniusáig, melyeken 22 gólt szerzett. Az 1982-es és az 1986-os világbajnokságon a brazil válogatott csapatkapitánya volt.

## Sikerei, díjai

### Egyéni
- FIFA 100
- Az év labdarúgója Dél-Amerikában: 1983

### Klub szinten

#### Botafogo (SP)
- Vicente Feola: 1976
- Taça Cidade de São Paulo: 1977

#### Corinthians
- Paulista bajnokság: 1979, 1982, 1983

#### Flamengo
- Carioca bajnokság: 1986
- Copa União: 1987

## Karrier statisztikája

### Válogatott szinten
| Válogatott | Szezon | Mérkőzés | Gól |
| ---------- | ------ | -------- | --- |
| Brazília   |        |          |     |
| 1979       | 6      | 5        |     |
| 1980       | 8      | 2        |     |
| 1981       | 15     | 6        |     |
| 1982       | 9      | 4        |     |
| 1983       | 8      | 2        |     |
| 1984       | 0      | 0        |     |
| 1985       | 5      | 1        |     |
| 1986       | 9      | 2        |     |
| Összesen   | 60     | 22       |     |

## Magánélete
Sócrates Ribeirão Pretóban élt feleségével és 6 gyermekével. Számos újság és magazin rovatvezetője volt, azonban nem csak a sportokról írt, hanem a politikáról és a gazdaságról is cikkezett. Gyakran szerepelt a brazil tévékben, mint futball szakértő. 
Eredeti végzettsége orvos, ami ritkának számít egy futballistánál. Az még ritkábbnak, hogy profi karrierje közben végezze el az adott egyetemet, Sócrates azonban ezalatt tette le a doktori diplomát. Karrierje befejezése után praktizált is lakhelyén, Ribeirão Pretóban. Halála előtt egy könyvet írt a 2014-es brazil világbajnokságról.

## Halála
2011. augusztus 19-én került be a São Pauloi kórházba gyomor-bélrendszeri vérzéssel. 2011. december 4-én jelentették be halálát.
A Corinthians labdarúgói néma csenddel adóztak Sócrates emléke előtt a Palmeiras elleni mérkőzés előtt. A Fiorentina játékosai is egyperces csenddel emlékeztek a brazil zsenire a Roma elleni bajnoki mérkőzés előtt, illetve fekete gyászszalagot viseltek a találkozón.

## Fordítás
- Ez a szócikk részben vagy egészben  a   Sócrates című angol Wikipédia-szócikk ezen változatának fordításán alapul.  Az eredeti cikk szerkesztőit annak laptörténete sorolja fel. Ez a jelzés csupán a megfogalmazás eredetét és a szerzői jogokat jelzi, nem szolgál a cikkben szereplő információk forrásmegjelöléseként.